# 比較宗教学

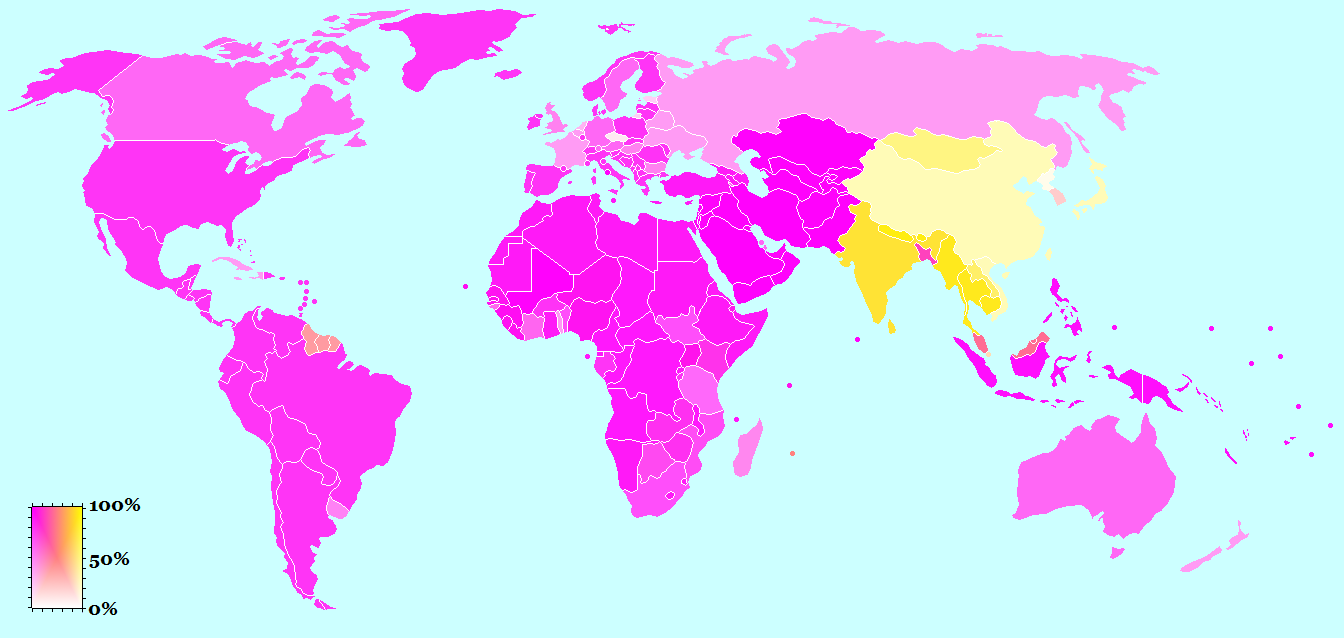
アブラハムの宗教（紫色)、インド宗教および東アジア宗教（黄色）

比較宗教学（ひかくしゅうきょうがく、英: comparative religion）とは、宗教学の分野で神話、儀式、概念の類似点と相違点を相対的に比較しようとする。
比較宗教学の観点では世界宗教をアブラハムの宗教、インド宗教（Dharmic、en:Indian religionsも参照）、東アジア宗教（Taoic、en:East Asian religionsも参照）の三つに分類し、他の分野も比較する。

## 歴史
19世紀はじめまでの西洋の伝統的な分類法では、すべての宗教をキリスト教、ユダヤ教、イスラム教、異教の四種類にわけ、キリスト教の立場からムハンマドの教えは邪教とされたが、比較宗教学はキリスト教の従来の分類法とは異なり、ユダヤ、キリスト、イスラムを一つの一神教伝統としてまとめ（アブラハムの宗教）、南および東アジアの諸宗教と対比するアプローチをとる。

## 関連書籍
- ミュラー, フリードリヒ・マックス 『比較宗教学の誕生：宗教・神話・仏教』 松村一男・下田正弘監修、山田仁史・久保田浩・日野慧運訳、国書刊行会、2014年